# Agylla obsoleta
Agylla obsoleta là một loài bướm đêm thuộc phân họ Arctiinae, họ Erebidae.